# Сергеев, Дмитрий Васильевич
Дмитрий Васильевич Сергеев (26 июля 1939, Ленинград — 12 января 2016) — лауреат Государственной премии СССР, академик Санкт-петербургской инженерной академии, первый заместитель мэра Санкт-Петербурга, экс-вице-губернатор, председатель комитета экономики и промышленной политики, почетный доктор наук, стипендиат в области производства электронно-технических приборов, председатель административного совета портов, генеральный директор ЛОМО.

## Вклад в науку
За свою трудовую карьеру разрабатывал новые направления в приборо- и машиностроении, проводил анализ гаммы спектральных приборов для УФ диапазона частотного спектра, создавал оптические схемы и математические модели, ставшие затем основой инженерных расчетов параметров различных приборов (в том числе измерительных средств для астрономии, космонавтики, медицины, машиностроения и других отраслей точных наук). Занимался общественной и политической деятельностью. Являлся генеральным директором ООО «Агентство развития технологической инновационной деятельности северо-запада».

## Вклад в общественную жизнь
Был первым в истории России заместителем мэра Санкт-Петербурга, а также вице-губернатором. Внес существенный вклад в строительство портовых комплексов в Финском заливе, занимал ведущие должности в общественном совете управления транспорта МВД России по Северо-западному федеральному округу.

## Биография
По окончании института ЛИТМО в 1963 году построил блестящую карьеру, от простого инженера до генерального директора Ленинградского оптико-механического объединения.
- 1981 год — становится лауреатом Государственной премии СССР
- 1986—1992 годы — Генеральный директор Ленинградского оптико-механического объединения[1]
- 1992—1994 годы — первый заместитель мэра Санкт-Петербурга, председатель Комитета экономики и промышленной политики Санкт-Петербурга. В это же время занимает должность председателя комитета экономики и промышленной политики Администрации
- 1994 год — получает звание Почётного доктора университета ИТМО. Одновременно с этим занимает ведущую должность директора строительства портов в Финском заливе от Министерства транспорта Российской Федерации, становится председателем административного совета портов Санкт-Петербурга
- 1996 год — первый вице-губернатор Санкт-Петербурга, с этого же года становится председателем Совета портов
- 1997 год — представитель Мэрии в АО Инвестиционная компания «Санкт-Петербургская финансово-промышленная палата», представитель Санкт-Петербурга в АО «Инвестиционная компания «Санкт-Петербургская финансово-промышленная палата»

Являлся вице-президентом Санкт-Петербургской организации вольного экономического общества России.

## Личная жизнь
Был дважды женат. Оба брака завершились разводом. Дочь от первого брака.